# Elvstrøm Sails
 (février 2025).
Si vous disposez d'ouvrages ou d'articles de référence ou si vous connaissez des sites web de qualité traitant du thème abordé ici, merci de compléter l'article en donnant les références utiles à sa vérifiabilité et en les liant à la section « Notes et références ».
Elvstrøm Sails est une voilerie danoise, également largement connu en France et dans le monde de la voile française.
L’entreprise a été fondée le 8 septembre 1954 près de Copenhague par Paul Elvstrøm, qui a rapidement vu son projet prendre forme.
Dans les premières années de Elvstrøm Sails, une filiale française a été créée, donnant naissance à Elvstrøm Sails Sarl. Elvstrøm Sails SARL en France a été fondée en 1958, soit quatre ans après la société principale au Danemark.
Les deux entreprises ont fonctionné séparément pendant plus de 50 ans avant de fusionner en 2017.
L’une des plus anciennes voileries au monde, Elvstrøm Sails célèbre aujourd’hui ses 70 ans d’existence.